# Wausau (miasto w hrabstwie Marathon)
Wausau – miasto w Stanach Zjednoczonych, w stanie Wisconsin, siedziba administracyjna hrabstwa Marathon.